# Nicolas Raemy
Nicolas Raemy (Plaffeien, 25 de febrero de 1992) es un jugador de balonmano suizo que juega de lateral derecho. Es internacional con la selección de balonmano de Suiza.
Su primer gran campeonato con la selección fue el Campeonato Europeo de Balonmano Masculino de 2020.

## Palmarés

### Wacker Thun
- Liga de Suiza de balonmano (1): 2018
- Copa de Suiza de balonmano (2): 2017, 2019

## Clubes
| Club                  | País           | Año       |
| --------------------- | -------------- | --------- |
| HC Kriens             | Suiza          | 2010-2014 |
| Wacker Thun           | Suiza          | 2014-2019 |
| San Francisco CalHeat | Estados Unidos | 2019      |
| Wacker Thun           | Suiza          | 2019-2024 |